# Горлач Степан Андрійович
Степа́н Андрі́йович Го́рлач (нар. 9 січня 1921, Мелітополь, нині Запорізька обл. — пом. 14 липня 2018, Торонто, Канада) — український канадський письменник-прозаїк.

## Біографія
Народився 9 січня 1921 р. на Мелітопольщині. в селянській родині. Дитиною був свідком Голодомору. У 1932 і 1933 рр. батька двічі заарештовували. Доля батька невідома. Жив у Ялті в родині батькового брата, закінчив середню школу. Працював спочатку помічником, а потім і кіномеханіком. У 1941 р. був мобілізований до війська. У 1942 р. потрапив у полон, довелося ремонтувати дороги, підірвані мости. Перебував у таборах Ді-Пі (Австрія). У 1948 р. виїхав до Канади, працював геодезистом, зварювальником, залізничником. Їздив на заробітки до Південної Африки.
Вищу освіту здобув у Торонтському університеті. Учителював в англійській середній школі в Торонто. З 1986 р. перебував на пенсії. 
Протягом декількох років Степан Горлач був куратором Бібліотеки канадсько-українського центру на Донеччині.

## Творчий доробок
- "Богдар" (роман про голод 1933 року),
- "Приповідки і афоризми канадських українців",
- "Стего і музи",
- "На острові Живуякхочу",
- «Хрестини незалежності».

Особливої уваги заслуговує видання "Хрестини незалежності", в якому автор розповідає про здійснення власної фантастичної ідеї — символістичного "хрещення" незалежної самостійної України разом з українцем із Торонто Петром Скибою. Вони пішки перетнули Україну з півночі на південь та із заходу на схід, хрестами позначивши свій нелегкий шлях. Наслідком цієї подорожі стала книга – дорожній щоденник, сповнений глибоких вражень від численних зустрічей з різними людьми, роздумів про долю різної України.

## Відзнаки, нагороди
- Лауреат літературної премії "Тріумф" (2002)